# Estera
Estera (în ebraică אֶסְתֵּר) este un personaj biblic, anistoric, eroina cărții omonime. Numele Estera vine de la Iștar (Ishtar), zeiță babiloniană și numele babilonian al stelei Venus.
A fost căsătorită cu regele Xerxes I .